# میگل د کاپریلس
میگل د کاپریلس (انگلیسی: Miguel de Capriles; ۳۰ نوامبر ۱۹۰۶ – ۲۴ مهٔ ۱۹۸۱) ورزشکار شمشیربازی اهل ایالات متحده آمریکا بود.
وی در مسابقات کشوری و بین‌المللی در مجموع برندهٔ ۲ مدال برنز شده‌است.